# Stay the Night (singel Benjamina Orra)
Stay the Night – piosenka rockowa Benjamina Orra, wydana w 1986 roku jako singel promujący album The Lace.

## Charakterystyka i odbiór
Piosenka ma melodię charakterystyczną dla lat 80. i takich wykonawców, jak Whitesnake i John Waite. Do cech utworu zalicza się otwierający go syntezator i prosty refren.
Do utworu zrealizowany został teledysk. W klipie Orr jest znudzony, wskutek czego gra na gitarze, a także idzie przez miasto w mglistą noc.
Była to jedyna solowa piosenka Benjamina Orra, która pojawiła się na liście Hot 100. „Stay the Night” zajęło w tym zestawieniu 24. miejsce. Utwór był również drugi na liście Adult Contemporary oraz szósty na liście Mainstream Rock.

## Lista utworów
Źródło: Austrian Charts
12" Elektra 966 829-0
1. „Stay The Night” (4:26)
2. „That’s the Way” (4:07)
3. „The Lace” (4:20)

7" Elektra 969 506-7
1. „Stay The Night” (4:26)
2. „That’s the Way” (4:07)